# شهرستان امبو
شهرستان امبو (به لاتین: Embu County) یک منطقهٔ مسکونی در کنیا است که در کنیا واقع شده‌است. شهرستان امبو ۲٬۸۱۸ کیلومترمربع مساحت و ۵۱۶٬۲۱۲ نفر جمعیت دارد.